# Euler–Tricomis ekvation
Inom matematik är Euler–Tricomis ekvation en linjär partiell differentialekvation som är användbar då man studerar transsonisk fart. Den är uppkallad efter Leonhard Euler och Francesco Giacomo Tricomi.
{\displaystyle u_{xx}=xu_{yy}.\,}

## Partikulära lösningar
Några partikulärala lösningar av Euler-Tricomis ekvation är:
- {\displaystyle u=Axy+Bx+Cy+D,\,}
- {\displaystyle u=A(3y^{2}+x^{3})+B(y^{3}+x^{3}y)+C(6xy^{2}+x^{4})+D(2xy^{3}+x^{4}y),\,}

där A, B, C, D är godtyckliga konstanter.
Ett allmänt uttryck för dessa lösningar är:
- {\displaystyle u=\sum _{i=0}^{k}{\frac {x^{m_{i}}\cdot y^{n_{i}}}{c_{i}}}\,}

där
- {\displaystyle p,q\in [0,1]}
- {\displaystyle m_{i}=3i+p}
- {\displaystyle n_{i}=2(k-i)+q}
- {\displaystyle c_{i}=m_{i}!!!\cdot (m_{i}-1)!!!\cdot n_{i}!!\cdot (n_{i}-1)!!}